# Оногиа
Оногиа (груз. ონოღია) — село в Грузии, на территории Мартвильского муниципалитета края (мхаре) Самегрело-Верхняя Сванетия.

## География
Село находится в западной части Грузии, на правом берегу реки Ногелы, на расстоянии приблизительно 8 километров (по прямой) к юго-западу от города Мартвили, административного центра муниципалитета. Абсолютная высота — 93 метра над уровнем моря.

## Население
По результатам официальной переписи населения 2014 года в Оногиа проживало 778 человек (372 мужчины и 406 женщин). В национальной структуре населения грузины составляли 99,7 %.
| Год  | Население, человек |
| ---- | ------------------ |
| 2002 | 1069               |
| 2014 | ↘ 778              |